# Хургин, Исай Яковлевич
Исай Яковлевич Хургин (укр. Ісай Якович Хургін; 2 августа 1887 (по новому стилю), Киев — 27 августа 1925, озеро Лонг-Лейк,
штат Нью-Йорк, США) — украинский и советский политический деятель, дипломат, первый директор Amtorg Trading Corporation.

## Биография
Родился в Киеве 2 августа 1887 года (по новому стилю). Отец, Яков Абрамович Хургин, был членом еврейской земледельческой колонии, затем приказчиком, впоследствии занимался комиссионным делом. Мать, Хая Шаевна, урожденная Горелик, занималась домашним хозяйством. После развода родителей рос в г. Прилуки с матерью и отчимом, врачом Файвелем (Павлом) Давыдовичем Вейнгровым, участником революционного движения, подвергшимся аресту, тюремному заключению и высылке в связи с революционными событиями 1905 года. В семье также воспитывался младший сын, Моисей Вейнгров (в будущем поэт и литературный критик Натан Венгров). 
В 1905 году окончил Прилукскую гимназию. В том же году вступил в партию сионистов-социалистов. В 1911 году окончил физико-математический факультет Киевского университета Св. Владимира.
В 1917—1918 годах член Центральной Рады Украинской Народной Республики и член её Малой Рады. Заместитель (помощник) министра по еврейским делам. В 1918—1920 годах член партии Бунд.
С 1920 года член РКП(б). Торговый представитель УССР в Польше. В 1920 полномочный представитель УССР в Польше. В 1923—1924 годах представитель «Дерутра» (Российско-немецкого транспортного агентства) и Совфракта в США. В 1924—1925 годах первый директор организации «Амторг».
Хургин со своим преемником на посту директора Амторга, Эфраимом Склянским, утонули 27 августа 1925 года в озере Лонг-Лейк в штате Нью-Йорк, катаясь на лодке.
«Подробности трагической гибели т. т. Склянского и Хургина», газета «Известия», 29 августа 1925 года:

 Сослуживцы покойных т. т. Склянского и Хургина сообщают, что 26 августа Склянский и Хургин прибыли в дачную местность Лонглейк (на севере штата Нью-Йорк) на совещание с некоторыми ответственными сотрудниками советских учреждений в Соед. Штатах. Лонглейк был выбран как наиболее удобный пункт, поскольку участники совещания съезжались из различных городов.

27 августа совещание закончилось. Оставалось несколько свободных часов до отъезда. Хургин предложил покататься на лодке по озеру Лонглейк. На пристани находилась моторная лодка, но механика не было. Решено было взять 2 каика и одну лодку. Склянский сел вместе с Хургиным. Товарищ председателя Амторга Краевский взял другой каик, а остальные 2 участника совещания сели в лодку. Хургин бывал на этом озере раньше и шёл во главе флотилии. Лодка держалась берега, а каики ушли на середину, где начались водовороты. Краевский предложил возвратиться, но Хургин заявил, что он хороший пловец и умеет справляться с каиком. Так как каик Краевского начал наполняться водой, он повернул к берегу. Хургин сказал, что последует за ним через несколько минут. На берегу Краевский застал пассажиров лодки, и они стали дожидаться Склянского и Хургина. Прождав некоторое время, Краевский и его спутники добыли моторную лодку и направились на поиски каика. В течение минут 20 они не могли его обнаружить и лишь случайно успели заметить каик Склянского и Хургина в тот момент, когда он переворачивался. Когда моторная лодка достигла места катастрофы, там находилось уже несколько лодок, поспевших с берега. Никто не решался нырять, так как было известно, что это наиболее опасное место на озере и там, по словам местных жителей, погибло уже много людей. Лишь через 15 минут удалось раздобыть багры и через 20 минут найти Склянского. Вернуть его к жизни не удалось. Хургина нашли через полтора часа. Глаза его были широко раскрыты, он, по-видимому, нырял, стараясь спасти Склянского. — Тихие омуты озера Лонглейк
Урна с прахом похоронена 20 сентября 1925 года в Москве на Новодевичьем кладбище. 20 сентября 1928 года на его могиле был открыт памятник.

## Семья
Жена — Ольга Лазаревна Хургина (Шалыт) (1889—1967). Сын — Яков (17 мая 1919 — 6 августа 2005), известный математик.
Жена — экономист Карола Иосифовна Бассехес. Дочь — Маэль, литературный редактор, жена литературоведа Ильи Львовича Фейнберга.